# Otto Josef von Berndt
Otto Josef von Berndt (Tiefenbach, 18 aprile 1865 – Vienna, 3 dicembre 1957) è stato un generale austro-ungarico.

## Biografia
Nipote del mugnaio Ignaz Ritschel Benešov nasce a Tiefenbach, oggi frazione di Desná, nella provincia di Jablonec in Boemia. Orfano dall'età di sette anni viene affidato in custodia al nonno. All'età di 19 anni si arruola come volontario per un anno presso il reggimento Dragoni in Terezín, mentre nel 1888 intraprende la carriera di funzionario.
Dal 1909 al 1914 fu richiamato come colonnello alla guida del 5º Reggimento Dragoni "Imperatore Nicola I di Russia" (k.u.k. Dragoner-Regiment n. 5). Diviene Maggior generale nell'agosto del 1914 e in seguito comandante della 4ª Divisione di cavalleria (agosto 1914 - Settembre 1915 e Ottobre 1916 - Giugno 1918) schierato sul Fronte orientale. Dall'ottobre 1915 al novembre 1916 fu capo di stato maggiore della 4ª Armata austro-ungarica.
Nell'agosto del 1917 ottiene la promozione a Feldmarschallleutnant e nel gennaio 1918 riceve dall'imperatore il titolo nobiliare di cavaliere. Nel luglio 1918 fu nominato comandante della 29ª Divisione fanteria (k.u.k. Infanteriedivision n. 29) schierata sul fronte italiano lungo il fiume Piave.
Dopo il crollo della monarchia asburgica si ritirò dal servizio e visse nella città di Znojmo fino al 1945 per trasferirsi poi a Vienna. Tra le due guerre pubblicò alcuni scritti militari. In età avanzata,  mantiene i contatti con i suoi giovani ufficiali del 5º Reggimento Dragoni, e soprattutto con il suo successore, il maggiore generale Camillo Bregant.

## Onorificenze
Fonte 

## Opere
- Die Zahl im Kriege. Statistische Daten aus der neueren Kriegsgeschichte in geographischer Darstellung, 1897;
- Letzter Kampf und Ende der 29. Infantrie-Division, 1930;
- Die 5-er Dragoner im Weltkrieg 1914–1918, 1940